# Тур'я Поляна

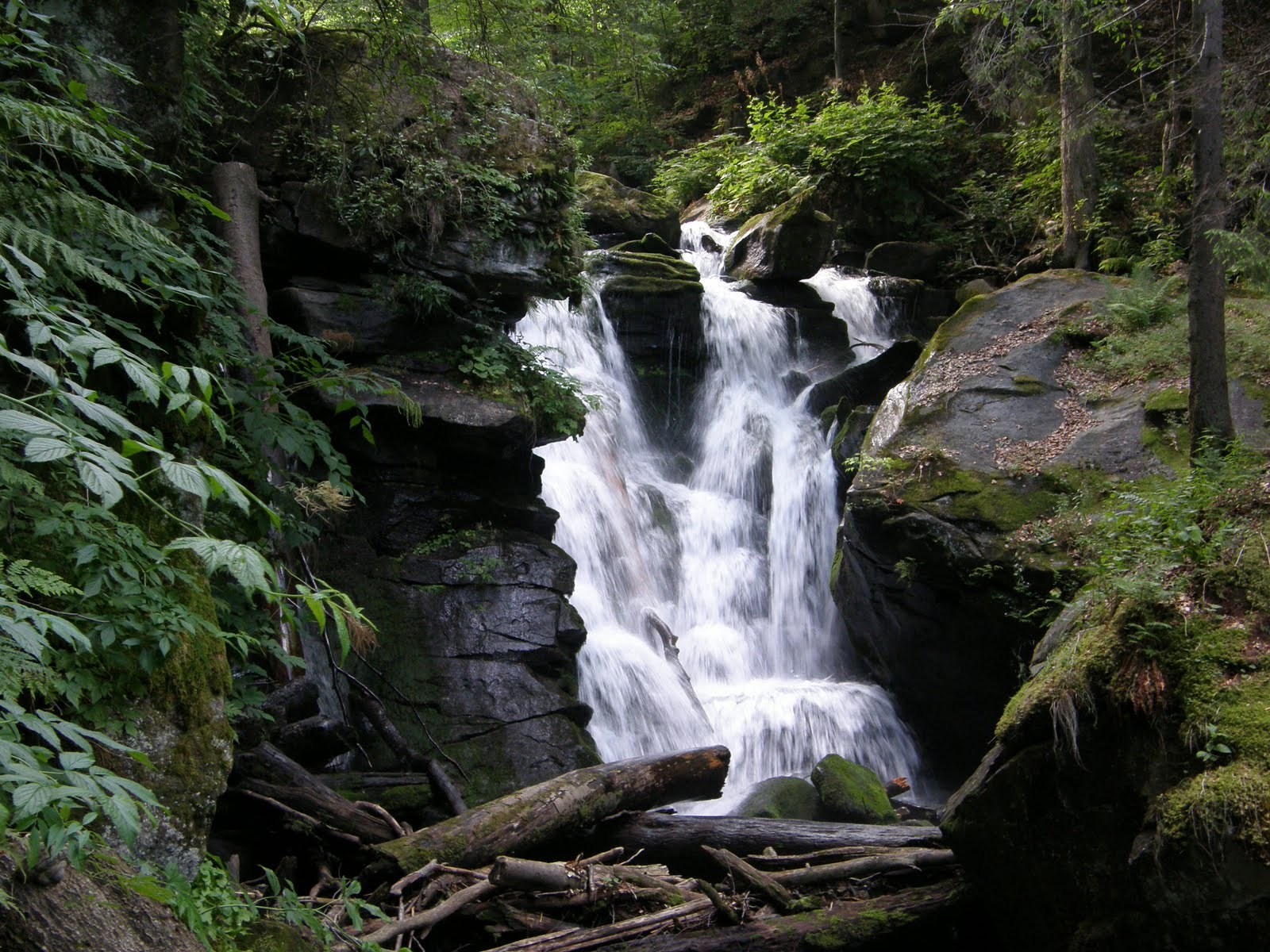
водоспад Воєводин

Тур'я́ Поля́на — село в Україні, в Закарпатській області, Перечинському районі.

## Історичні відомості
Перша письмова згадка про поселення датується 1548 р. Відоме під назвами «Polanya», «Polyena», «Polsana», «Poliena». У ті далекі часи воно належало до «Невицької замкової домінії». Назву села трактували як поселення, розташоване на лугу-поляні серед лісів. Очевидно, його заснували в XV столітті шолтеси та переселенці. У 1567 році у селі оподатковано чотири домогосподарства, що володіли по половині наділу. З 1588 року спостерігається майнове розташування селян В останній чверті XVI ст. в село переселилося ще 20 родин, на ту пору було 26 кріпацьких та два господарства шолтесів. Негаразди, що спіткали верховинські села у той період, зменшили кількість жителів. У 1715 відомості облікували 16 господарств, у тому числі два желярські. На початку ХVІІІст. Із села вибула третина селян.
Старі чеські мости, в урочищі Шипот, які ведуть до підніжжя Полонини Руної. Загальна кількість — 7 одиниць. Побудовані у формі арки, з каменю та заліза у період перебування краю у Чехословаччині. В ті часи мости на річці Шипотик слугували для вузькоколійки, по якій возили деревину.

## Релігія
храм св. арх. Михайла. 1832
У єпископській візитації за 1751 р. згадують про добру дерев'яну церкву св. арх. Михайла з двома дзвонами, прикрашену всіма новими образами.
Нині в селі — типова мурована церква, південний та північний фасади якої зміцнено контрфорсами. Архітектура інтер'єру дуже нагадує тур'я-бистрянську церкву. Іконостас і вівтар — старої роботи, а ікони, очевидно, намалювали в одній з угорських іконописних майстерень кінця XIX — початку XX ст. Настінне малювання перемальовано в 1988 р. під час останнього ремонту. Перед церквою стоїть одноярусна каркасна дерев'яна дзвіниця. Два більші дзвони вилила ужгородська фірма «Акорд» у 1930 р. (мабуть тоді спорудили дзвіницю), а найменший походить з 1758 р.

## Географія
На південно-західній околиці села струмки Солотвинський та Довгий впадають у річку Шипіт. На північно-східній стороні від села струмок Косячків впадає у річку Шипіт.

## Туристичні місця
- За 12 км від с. Тур'я Поляна на річці Воєводин знаходиться водоспад «Воєводин».
- На північ від села знаходиться загальнозоологічний заказник загальнодержавного значення Тур'є-Полянський заказник.
- храм св. арх. Михайла. 1832
- Для любителів історії і культури буде цікаво відвідати етнографічний музей-хату в школі села Тур'я Поляна, що облаштований за принципом старовинної хати з сінями, жилою кімнатою та світлицею, а сільський вчитель історії розповість Вам про історію, культуру, звичаї і обряди нашої місцевості від А до Я!
- Гідрант з сірководнем. Мінеральна вода, що має сильно виражений запах і дуже насичений смак.
- Міні-ГЕС Шипот 2 — побудована за італійським зразком
- водоспад — Юний Турист. Це важкодоступний для пересічного туриста водоспад, але добравшись до нього справді його краса зачаровує подих.
- Орнітологічний заказник Соколині скелі. На охоронній ділянці букових і хвойних лісів гніздяться багато видів птахів. Вертикальні скелі в північній і східній частині заказника заселені хижими птахами, багато з яких занесені до Червоної книги України, серед яких соколи, від яких і пішла назва цих скель.

## Населення
Згідно з переписом УРСР 1989 року чисельність наявного населення села становила 1486 осіб, з яких 713 чоловіків та 773 жінки.
За переписом населення України 2001 року в селі мешкали 1424 особи.

### Мова
Розподіл населення за рідною мовою за даними перепису 2001 року:
| Мова       | Кількість | Відсоток |
| ---------- | --------- | -------- |
| українська | 1446      | 99.38%   |
| російська  | 8         | 0.55%    |
| румунська  | 1         | 0.07%    |
| Усього     | 1455      | 100%     |

## Люди
В селі народився Данилич Тарас Федорович (нар. 1945) — український художник, народний художник України.